# Bornholmerur
Et bornholmerur (eller en bornholmer) er et standur i en mere end mandshøj trækasse. Det drives af lodder og blev fremstillet på Bornholm fra 1745 til 1900. Gangen reguleres af et pendul.
Det bornholmske urmageri begyndte, da et hollandsk skib lastet med stueure strandede ved Bornholm natten mellem den 15. og 16. november 1744. Urene kan sagtens have været engelske, for afsenderen, fransk konsul Jean Georg Hansen, drev omfattende handel med dem. De blev sendt til reparation hos rokkedrejer Poul Ottesen Arboe i Rønne, som gennem istandsættelsen af dem fik nok viden om ure til at lave sine egne.
Med de billige priser blev bornholmerurene hurtigt populære over hele Danmark. Familien Arboe er kendt som nogle af de bedste fabrikanter. Peter og Otto Arboe fremhæves. Værkerne sattes i hjemmelavede urkasser (i barok (Louis XIV). I Louis XVI samt empirekasser)).
Et ur med en lige overlinie kaldes en hanbornholmer eller mand. Frøkener og koner er ure, der har sirligt "hovedtøj" på. Den bornholmske kvindedragts pyntelige blomstersmykkede nølle nævnes som inspiration.
Bornholmerure fremstilledes til 2015 hos urmager Svendborg i Rønne.[kilde mangler]